# Зенон Стефанюк
Зенон Стефанюк (пол. Zenon Stefaniuk; 8 липня 1930 — 10 липня 1985) — польський боксер, дворазовий чемпіон Європи у легшій вазі (1953, 1955). Заслужений майстер спорту.

## Біографія
Народився 8 липня 1930 року в селі Войнув, ґміна Морди Седлецького повіту Мазовецького воєводства.
Чотири рази ставав чемпіоном Польщі (1952–1955), двічі перемагав на чемпіонатах Європи (1953, 1955).
Учасник літніх Олімпійських ігор 1956 року в Мельбурні (Австралія). Вибув у другому раунді змагань, поступившись майбутньому бронзовому призерові чилійцеві Клаудіо Барієнтесу.
По закінченні боксерської кар'єри працював тренером.
Помер 10 липня 1985 року в місті Катовиці.

## Нагороди
Нагороджений Золотим хрестом Заслуг (1953) та золотою медаллю «За видатні спортивні досягнення».